# Павковићи
Павковићи су насељено мјесто у општини Милићи, Република Српска, БиХ. Према попису становништва из 1991. у насељу је живјело 127 становника.

## Становништво
Према попису становништва из 1991. године, мјесто је имало 127 становника.
| Демографија | Демографија | Демографија |
| Година      | Становника  | Становника  |
| ----------- | ----------- | ----------- |
| 1991.       | 128         |             |